# راميش ك. أغاروال
راميش ك. أغاروال (بالإنجليزية: Ramesh K. Agarwal)‏ هو مهندس أمريكي، ولد في 1947 في مينبوري في الهند.